# Trolling (wędkarstwo)

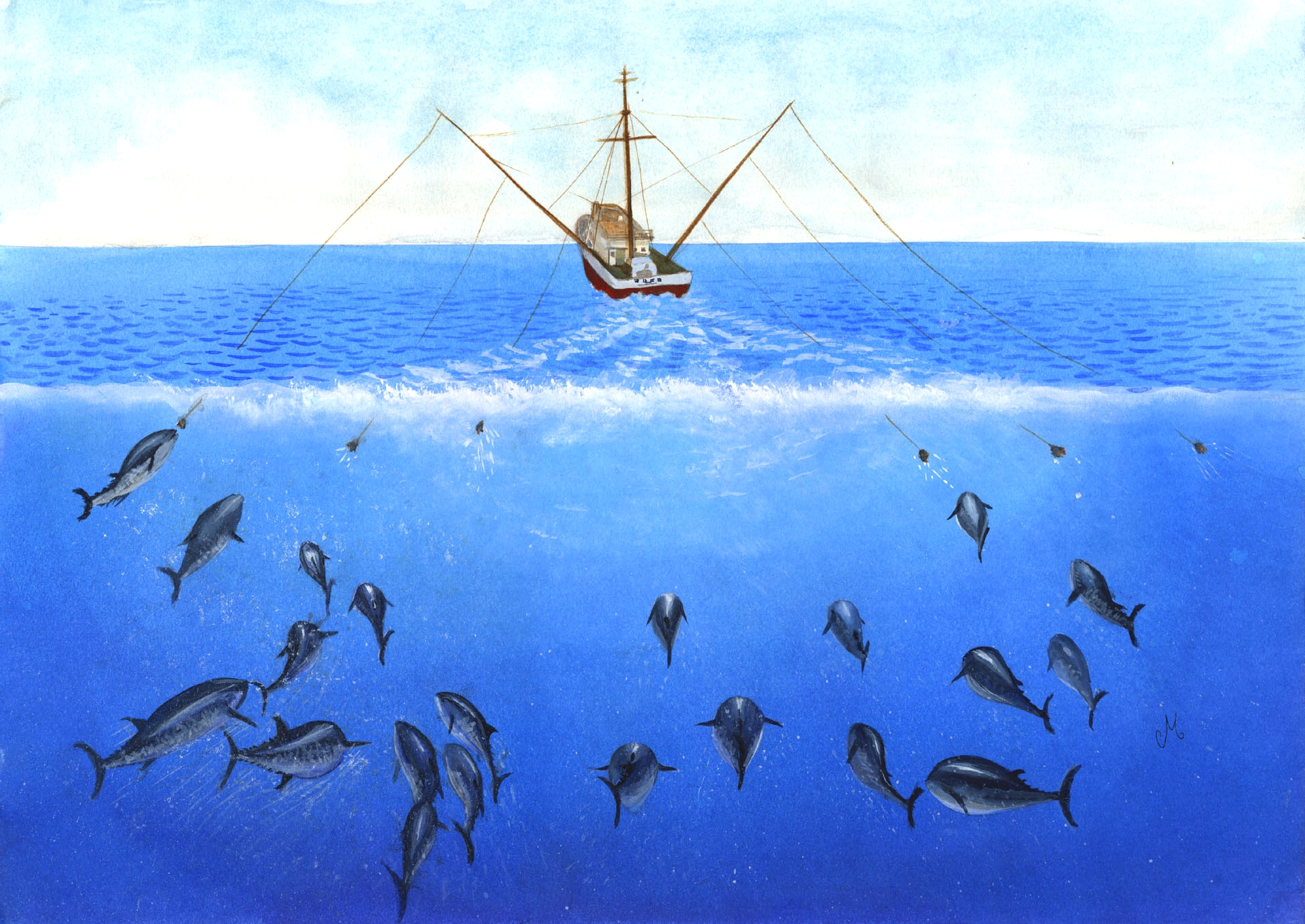
Artystyczna wizja trollingu

Trolling – metoda połowu ryb drapieżnych polegająca na ciągnięciu wędką przynęty na żyłce lub lince za łodzią. Ruch przynęty imituje ruch ryby i prowokuje do ataku. Przez pewien czas metoda była zakazana w Polsce, obecnie jest dozwolona tylko w konkretnych miejscach. Dozwolona też w niektórych krajach Skandynawii.
Bardzo popularna przy połowie ryb morskich, skuteczna również w wodach śródlądowych.
Przynęta: wobler, ripper, popper i inne. Kołowrotek typu multiplikator (lepiej) lub kołowrotek o szpuli stałej (gorzej). Wędzisko – zgodnie z przyzwyczajeniem wędkującego.
Nie mylić z metodą spinningową: „spin” w języku angielskim to obrót, kręt, skręcanie – dotyczy wyłącznie ruchu obrotowego, np. ruchu kabłąka wokół stałej szpuli lub ruchu szpuli w kołowrotku typu multiplikator. W języku angielskim metoda spinningowa to „casting” w odróżnieniu od polskiego „spinning”.